# Emilio De Martino
Emilio De Martino est un journaliste sportif et écrivain italien, né le 19 juin 1895 à Milan et mort le 12 août 1958 à Rapallo.

## Biographie
D'abord footballeur dans divers clubs italiens tels la Juventus, la Lazio ou le Novare Calcio, il se reconvertit ensuite comme journaliste et collabore pendant plusieurs années avec la BBC et La Gazzetta dello Sport.
Il occupe le poste de directeur du quotidien de référence de 1947 à 1950, se retirant pour des raisons de santé.
Il est également un des auteurs les plus prolifiques de la littérature sportive italienne.